# 南法兰克语
南法兰克语（德語：Südfränkisch），又称南莱茵法兰克语（德語：Südrheinfränkisch）、南法兰克方言，是上法兰克语的一种方言，使用于德国巴登-符腾堡州（卡尔斯鲁厄、海尔布隆、莫斯巴赫等地）与法国阿尔萨斯北部（维桑堡及周边地区）。